# Альфа (этология)

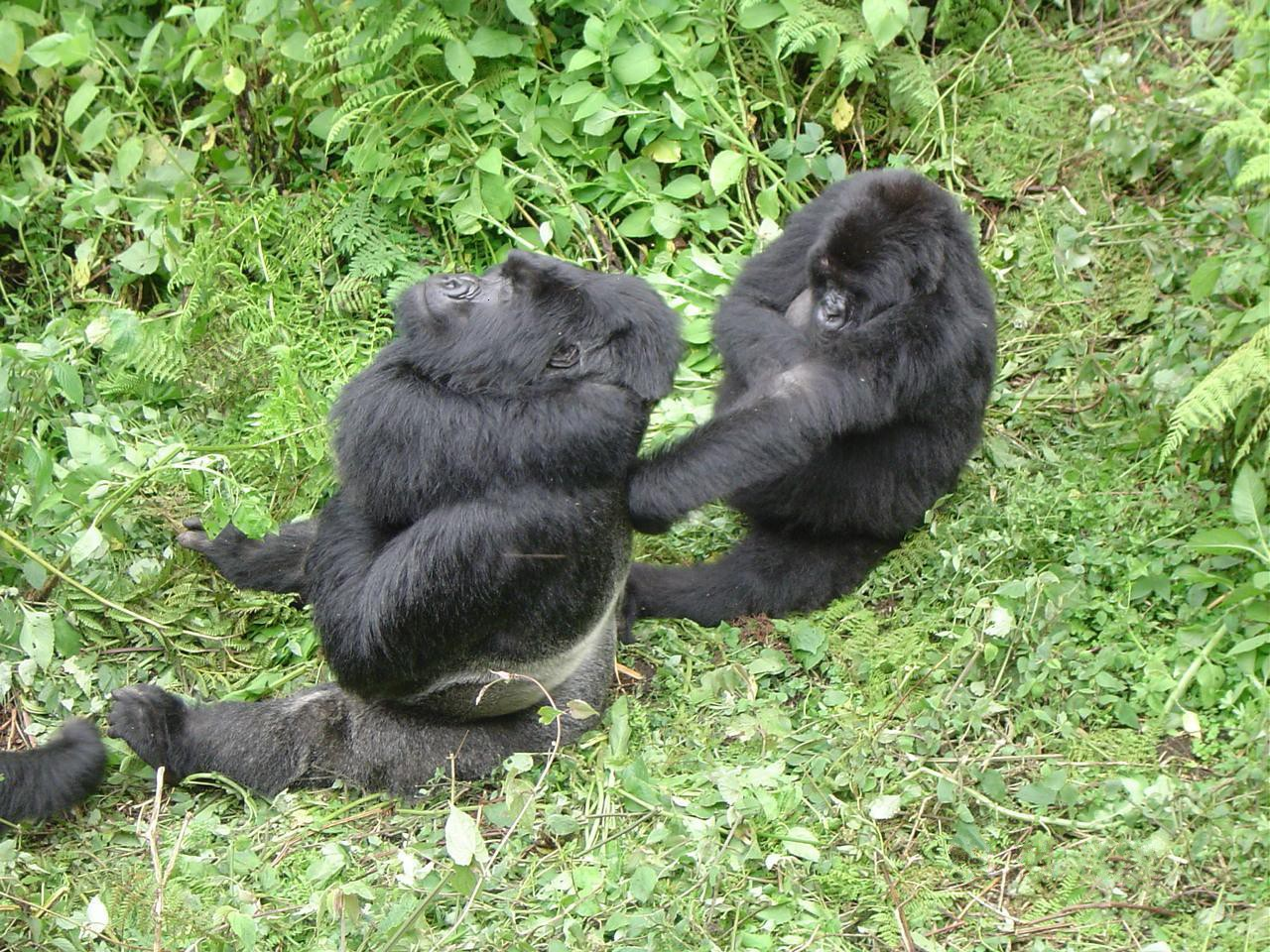
У горилл обычно только альфы получают дополнительные услуги, такие как грумминг, со стороны других особей

Альфа — в исследованиях социальных животных обозначение особей самого высокого ранга.
Альфами могут быть как самцы, так и самки, а также и те и другие, в зависимости от вида. Когда самец и самка выполняют эту роль совместно, их называют альфа-парой. Другие животные в группе обычно проявляют по отношению к альфам различные признаки подчинения.
Альфы обычно получают преимущественный доступ к пище, хотя степень этого преимущества варьируется в зависимости от вида. Альфы мужского или женского пола могут получить преимущественный доступ к спариванию. У некоторых видов размножаются только альфы или альфа-пары.
Альфы могут достичь своего статуса с помощью превосходящей физической силы и агрессии или с помощью социальных усилий и создания альянсов внутри группы, или, чаще, просто путем размножения, являясь отцом или матерью всех членов своей стаи.
Перемена альфа-статуса иногда происходит в результате драки между доминирующим и подчинённым животным. Эти драки иногда ведут к смерти, в зависимости от вида.
У людей смена альф обычно происходит в результате революции или восстания.

## Беты и омеги
В исследованиях по этологии социальным животным в иерархическом сообществе иногда присваиваются и другие градации, такие как бета, гамма и омега.
Бета-особи часто выступают в качестве заместителя альфы, и, если альфа умирает или иным образом теряет свой статус, на их место становятся беты. У некоторых видов птиц самцы спариваются по двое: бета-самец помогает альфа-самцу. Было установлено, что социальный статус животных оказывает существенное влияние на поведение ухаживания и общий репродуктивный успех того или иного животного.
Омега (обозначается как ω) служит для обозначения низшей касты иерархического общества. Омега-особи подчиняются всем остальным в сообществе, и другие в группе ожидают от них такого поведения. Омеги могут также использоваться в качестве козлов отпущения или им может быть предоставлен самый низкий приоритет при дележе пищи.

## Примеры

### Приматы
Обычные шимпанзе для установления и поддержания альфа-позиции используют силу, интеллект и политические альянсы. Альфа-самцы, которые используют только запугивание и агрессию, чтобы сохранить свою позицию, часто провоцируют недовольство. В таких случаях образуются коалиции, которые в какой-то момент свергнут альфа-самца. Известны случаи, когда группа убивала альфа-самца. Обычные шимпанзе демонстрируют уважение к альфа-сообществу посредством ритуальных поз и жестов, таких как демонстрация спины, приседания, поклоны или покачивания . Шимпанзе более низкого ранга, чем самец альфа, предложат свою руку, хрюкнув самцу альфа в знак подчинения. Сообщества бонобо, с другой стороны, управляются альфа-самками. Самцы для получения ранга должны общаться с самками, потому что последние доминируют в социальной среде. Если самец-бонобо хочет достичь альфа-статуса, он должен быть принят альфа-самкой. Для повышения социального статуса самки-бонобо используют гомосексуальный секс. Статусные самки редко обслуживают сексуально других самок, но самки с низким статусом сексуально взаимодействуют со всеми самками.
Гориллы для повышения статуса используют запугивание. Исследование, проведенное в отношении репродуктивного поведения самцов горных горилл (Gorilla beringei beringei), выявило дополнительные доказательства того, что доминантные самцы имеют преимущества в размножении, даже в группах большого размера с большим количеством самцов. Исследование также пришло к выводу, что доступ к спариванию снижается у горилл менее резко, чем у других видов приматов: альфа, бета и гамма демонстрируют более схожий успех в спариваниях, чем предполагалось ранее.
Исследование обезьян капуцинов (Cebus apella nigritus) показало, что альфа-самец капуцин является предпочтительным партнером для взрослых самок. Однако из-за иерархии доминирования среди самок доступ к альфа-самцам имели только альфа-самки.
Исследователь приматов М. Фостер (M. W. Foster) обнаружил, что лидерами чаще становятся не самые физически сильные особи, а те, кто делает больше для всего сообщества.

### Собачьи
В прошлом преобладающая точка зрения на стаи серых волков состояла в том, что в них происходит постоянная борьба за доминирование, при этом доминирующие особи упоминались как «альфа» самец и самка, а подчинённые — как «бета» и «омега». Эта терминология была впервые использована в 1947 году Рудольфом Шенкелем из Базельского университета, который основал свои выводы на исследовании поведения серых волков в неволе. Этот взгляд на динамику стаи серого волка был позднее популяризирован исследователем Дэвидом Мехом (L. David Mech) в его книге 1970 года «Волк». Позже он обнаружил дополнительные доказательства того, что концепция альфа-самца, возможно, была ошибочной интерпретацией неполных данных, и формально дезавуировал эту терминологию в 1999 году. Он объяснил, что эта концепция в значительной степени была основана на поведении в неволе стай, состоящих из неродственных особей. Это мнение отражало некогда преобладавшее мнение, что формирование стай происходит зимой из одиночных волков. Более поздние исследования диких волков показали, что стая, как правило, представляет собой семью, состоящую из пары и их потомков предыдущих 1—3 лет. Дэвид Мех писал, что в такой стае использование термина «альфа» для описания родительской пары «не более уместно, чем называть альфой человека-родителя». Далее Мех отмечает, что терминология ложно подразумевает «иерархию доминирования на основе силы». За 13 лет наблюдений за дикими волками он ни разу не наблюдал соперничества между ними.
В некоторых других видах собачьих альфа-самец может не иметь эксклюзивного доступа к альфа-самке. Например, у гиеновидной собаки (Lycaon pictus) члены стаи могут охранять логово альфа-самки и её щенков.